# Општина Костур
Општина Костур (грч. Δήμος Καστοριάς, Димос Касторијас) је општина у Грчкој у Костурском округу, периферија Западна Македонија. Административни центар је град Костур.

## Насељена места
Општина Костур је формирана 1. јануара 2011. године спајањем 9 некадашњих административних јединица: Костур, Света Тројица, Четирок, Корешта, Свети Врач, Македни, Вич, Клисура и Кастраки.
- Општинска јединица Вич: Тиолишта, Блаца, Вишени, Кондороби, Фотиништа, Черешница, Шестеово.
- Општинска јединица Кастраки: Косинец, Д’мбени.
- Општинска јединица Клисура: Клисура.
- Општинска јединица Корешта: Нови Габреш, Габреш, Дреновени, Жервени, Кономлади, Поздивишта, Статица, Горња Статица, Чрновишта.
- Општинска јединица Костур: Костур, Апоскеп, Нови Чифлик, Сетома.
- Општинска јединица Македни: Маврово, Крпени, Дупјак, Личишта.
- Општинска јединица Света Тројица: Мањак, Брештени, Галишта, Желегоже, Псора, Желин, Изглибе, Жупаништа, Нова Жупаништа, Сливени, Цакони.
- Општинска јединица Свети Врач: Горенци, Чурилово, Загоричани, Бобишта, Куманичево, Олишта, Б’мбоки.
- Општинска јединица Четирок: Четирок, Горње Папратско, Доње Папратско, Добролишта, Ошени, Палиностудес, Света Недеља, Тиквени, Трстика.